# Galba schirazensis
Galba schirazensis е вид коремоного от семейство Lymnaeidae.

## Разпространение
Според Червения списък на световнозастрашените видове за 2012 г местното разпространение на Galba schirazensis включва Афганистан, Армения, Азербайджан, Грузия, Иран и Руската федерация. Видът се среща още в Испания, Египет и Португалия. Внесен е в Централна и Южна Америка от Стария свят.